# アネモイ (曲)
「アネモイ」は、日本の音楽ユニット、eufoniusの8作目のシングル。2009年2月4日にLantisから発売された。

## 概要
- 「アネモイ」は、テレビアニメ『空を見上げる少女の瞳に映る世界』オープニングテーマになっている。
- 曲名はギリシャ神話に登場する風の神たちのアネモイに由来する。

## 収録曲
（全作詞：riya、作曲・編曲：菊地創）
1. アネモイ [4:50]
2. 空想庭園 [3:58]
3. アネモイ（off vocal）
4. 空想庭園（off vocal）